# Viola muehldorfii
Viola muehldorfii är en violväxtart som beskrevs av Kiss.. Viola muehldorfii ingår i släktet violer, och familjen violväxter. Inga underarter finns listade i Catalogue of Life.